# Алонсо, Аксель
Аксель Алонсо (англ. Axel Alonso) — американский редактор, создатель комиксов, известный прежде всего как редактор DC Comics в 1994 — 2000 годах и работе в Marvel Comics с 2000 по настоящее время. В DC он занимался редакцией таких комиксов как Doom Patrol, ряда книг, изданных издательством Vertigo, таких как Animal Man, Hellblazer, Preacher и 100 Bullets. В Marvel занимался редакцией серий о Человеке-пауке и Людях Икс, в 2010 году стал исполнительным редактором и вице-президентом, а в 2011 — главным редактором издательства, сменив на этом посту Джо Кесада. Также, недолгое время работал в качестве инкера и колориста комиксов.

## Карьера
Прежде чем войти в индустрию комиксов, Алонсо в течение долгого времени работал редактором журналов. Он откликнулся на объявление в газете The New York Times о том, что DC Comics ищет редакторов и подумал, что будет хорошей идеей взять интервью, но посещение издательства закончилось для него предложением работы. Первой опубликованной работой Алонсо в DC стали выпуски Doom Patrol #80 и Animal Man #73, которые вышли в июле 1994 года. Серия Animal Man выпускалась издательством Vertigo — дочерней компанией DC, которая выпускала серии для более взрослых читателей в жанре ужасов и фэнтези. Алонсо работал ещё над несколькими сериями Vertigo, например Рreacher, Black Orchid, Kid Eternity, Hellblazer, Unknown Soldier, 100 Bullets и Human Target.
В конце сентября 2000 года, Аксель Алонсо перешёл на работу в Marvel Comics — основную конкурирующую с DC компанию, где стал одним из редакторов. Он работал над сериями о Человеке-пауке, в частности The Amazing Spider-Man и Peter Parker: Spider-Man. Его первой работой, опубликованной в рамках издательства Marvel стал коллекционый выпуск The Amazing Spider-Man, включавший в себя выпуски #30 — 32 в 2001 году. Алонсо проработал в качестве редактора Marvel более десяти лет, приложив руку к работе над многими персонажами, к создания импринта Marvel MAX, работая над сериями The Amazing Spider-Man и X-Men, в частности «X-Men: Messiah Complex» и «Curse of the Mutants», а также рассказы в жанре вестерна.
В начале 2010 года, Алонсо был повышен до вице-президента компании и исполнительного редактора, и руководил несколькими перекрёстными проектами, например подготовка одного из выпусков журнала ESPN The Magazine, на обложке которого было несколько игроков NBA, одетых в костюмы супергеров Marvel. Выпуск был опубликован в октябре 2010 года компанией ESPN, которая, как и Marvel, принадлежит The Walt Disney Company. В июле 2010 года, Аксель Алонсо и его коллега Том Бревурт начали вести еженедельную колонку на сайте Comic Book Resources под названием «Marvel T&A», обновляя её каждую пятницу вместе с колонкой Джо Кесада «Cup O' Joe».
4 января 2011 года, Алонсо был назначен главным редактором издательства Marvel Comics, заменив Джо Кесада, который стал главным творческим директором в июне 2010 года.

## Награды
- Eagle Award (2004) как «Лучший редактор комиксов»[10]
- Eagle Award (2006) как «Лучший редактор комиксов»[11]
- Eagle Award (2010) как «Лучший редактор комиксов»[12]
- Eagle Award (2007) как «Лучший редактор комиксов» (номинация)[13]
- Eagle Award (2008) как «Лучший редактор комиксов» (номинация)[14]